# Église Sainte-Marie-la-Neuve de Jérusalem

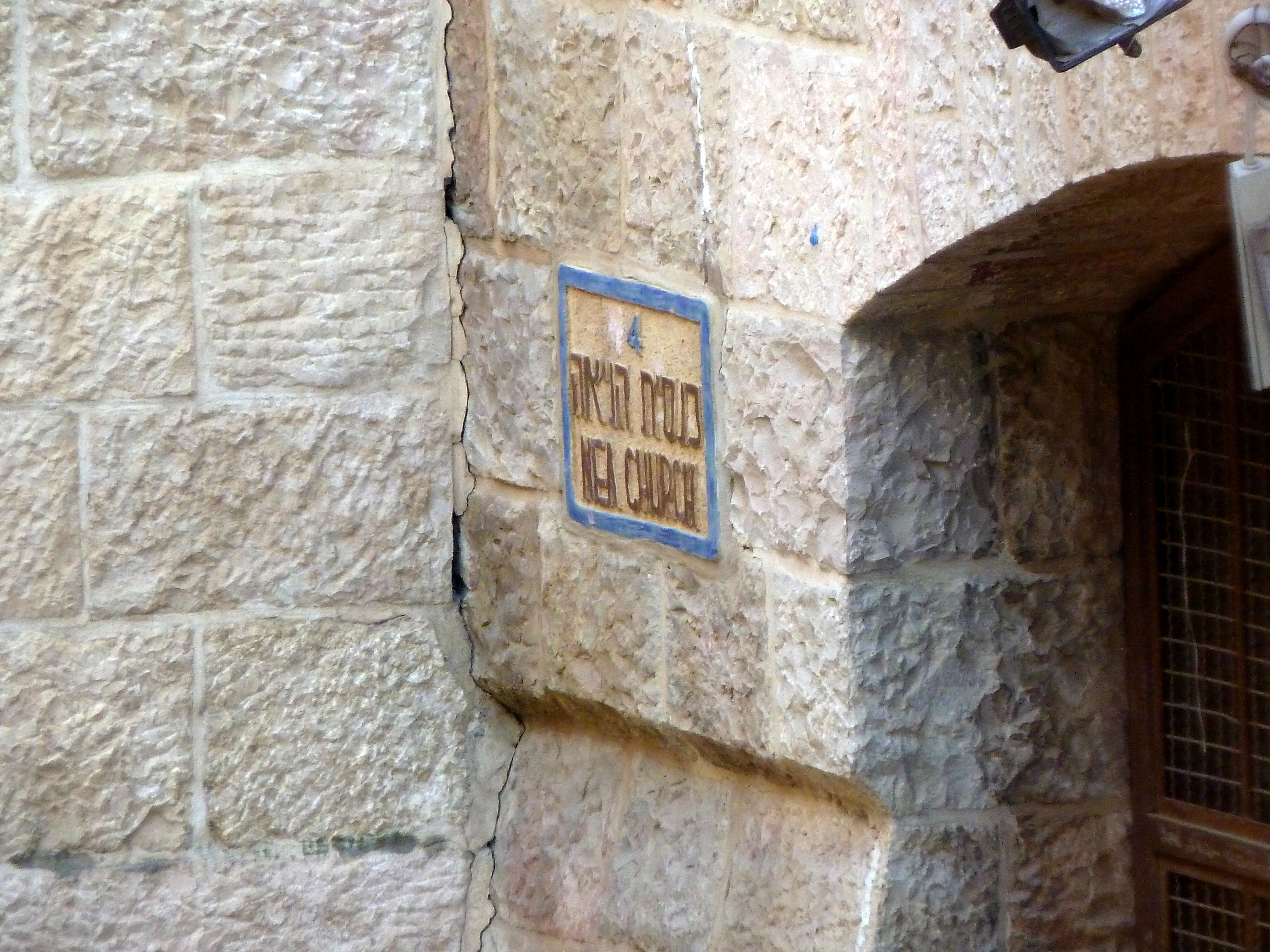
Emplacement de l'église

Sainte-Marie-La-Neuve ou simplement Nea, dans la forme brève, grecque, est le nom d'une ancienne église byzantine de Jérusalem en Terre sainte, dédiée à la Theotokos. Commandée par l'empereur Justinien Ier l'église a été achevée en 543, mais gravement endommagée pendant la conquête de la ville par les Perses en 614. Elle faisait partie des lieux de station de la liturgie de Jérusalem.
Quelques vestiges de l'église, autrefois immense, ont été découverts lors de fouilles dans le quartier juif de la vieille ville de Jérusalem.

## Historique
Cyrille de Scythopolis raconte qu'en 529, le patriarche Pierre de Jérusalem envoya Saint Sabas à Constantinople pour, notamment, solliciter l'aide de Justinien afin d'achever l'église de la Vierge laissée en chantier par le Patriarche Élie Ier. L'Empereur envoya l'architecte Théodore pour bâtir, outre un hôpital, la nouvelle église de Sainte-Marie, pour cette raison appelée la Nea, comme la Nea Ekklesia de Constantinople. 
Elle est décrite par Procope de Césarée dans son Traité des édifices de Justinien (De aedificis),. Elle sera aussi décrite en 570 par l'Anonyme de Plaisance.
La Nea fut détruite lors du tremblement de terre de 746. En 808, le Commemoratorium de Casis Dei, recensement des monastères de Terre Sainte, nous apprend qu'une chapelle desservie par douze clercs avait été construite sur ses ruines.
Elle a été redécouverte dans les années 1960 par l'archéologue Nahman Avigad sur le côté Est du Quartier juif, à l'emplacement suggéré par la Carte de Madaba. Cet édifice de 115 m sur 57 m, était divisé par quatre rangées de colonnes et le sol revêtu de marbre. Un grand réservoir souterrain y a aussi été découvert, sur un mur duquel se trouvait la dédicace en Grec: C'est là l'ouvrage que notre très pieux empereur Flavius Justinien a fait réaliser avec munificence, sous les auspices du très saint Constantin, prêtre et Hegumen, en [l'an] 13 de l'indiction..

## Voir aussi

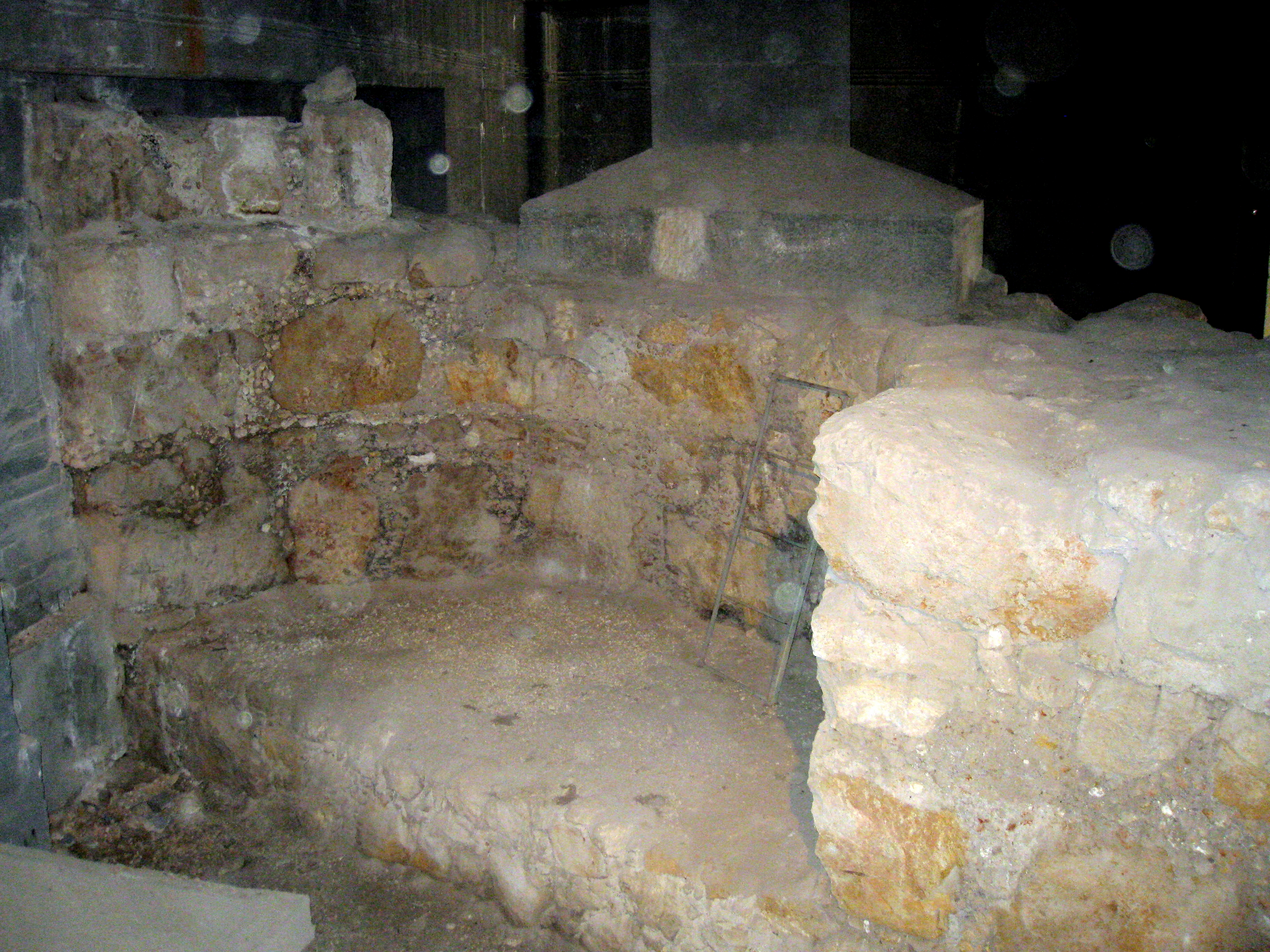
Vestiges de l'église